# ビートゴーズオン
『ビートゴーズオン』（Beat Goes On）はラジオ日本の音楽番組で、長きにわたって続くお昼の音楽ワイドでもある。

前番組『ミュージック・パワーステーション』（MPS）の後を受け2011年4月4日放送開始。こちらでは60年代〜80年代の洋楽・邦楽を中心に放送していたが、対象年代曲を少し前倒し。当番組では60年代〜70年代の洋楽（オールディーズ）を中心として放送する形態をとっている。
2012年9月27日で終了。翌週10月1日からは音楽幅をさらに広げ、J-POP（人気の楽曲・最新曲）を中心にオンエアする「ヨコハマ・ラジアンヌスタイル」（安田佑子／野口綾子）となり、横浜スタジオからの生放送となる。

## タイムテーブル
- 12:00　オープニング
- 12:02　ビートゴーズオン①〜NONSTOP MUSIC ZONE
- 12:30　読売新聞ニュース・天気予報
- 12:35　甲子園をめざして!（毎年5月中旬〜7月上旬に期間限定で放送）

前番組からの継続
- 12:39　カレンダー

放送日当日の過去に起こった出来事から、その出来事にまつわる曲をかけるコーナー。放送日当日が有名アーティストの誕生日、もしくは命日であれば、そのアーティストの曲をかける。
- 13:15　NAGATA'S CHOICE

特集コーナー。カレンダーのコーナー同様、放送日当日の過去の出来事にまつわる選曲をする場合もある。
- 13:45　今日も日テレ

前番組からの継続
- 13:50　読売新聞ニュース・天気予報
- 13:55　レインボークロス

2011年10月からの新コーナー。毎週1組のアーティスト、または共通のテーマで選曲する。明言はしていないものの、このコーナーで取り上げられるのは邦楽。
- 14:05　1422ラジオ日本交通情報（神奈川県警・警視庁・千葉県警）
- 14:10　ラジオ日本特！ラジオショッピング

年始・祝日は放送無し。
- 14:15　オールタイムヒッツ①

「NAGATA'S CHOICE」に時間の都合で入りきらなかった曲がかけられることが多い
- 14:30　交通情報（神奈川県警・警視庁）
- 14:35　オールタイムヒッツ②

レインボークロスと共に数少ない邦楽がかかるゾーン。選曲の割合では洋邦半々。
- 14:50　エンディング

## ディスクジョッキー
- ながた和彦 - 関西のFMを中心に出演していた

## 放送時間
- 2011年4月4日 -

月〜木　12:00 - 14:55

## テーマソング
- The Cat／Jimmy Smith

## 関連番組
- 山本さゆりのミュージックパーク - 毎週日曜18:00-21:00に放送されている当番組と同系統の主に60年代-80年代の洋楽中心の音楽番組。2011年12月15日にスペシャルウイークの企画として、ながたと山本のダブルパーソナリティで番組を進行した。

### 参考
ラジオ日本公式サイト、タイムテーブル、番組本編
| アール・エフ・ラジオ日本 月〜木曜12:00〜14:55（2011/4/4 -） | アール・エフ・ラジオ日本 月〜木曜12:00〜14:55（2011/4/4 -） | アール・エフ・ラジオ日本 月〜木曜12:00〜14:55（2011/4/4 -） |
| 前番組                                                      | 番組名                                                      | 次番組                                                      |
| ----------------------------------------------------------- | ----------------------------------------------------------- | ----------------------------------------------------------- |
| ミュージック・パワーステーション                            | ビートゴーズオン                                            | ヨコハマ・ラジアンヌスタイル （横浜から生放送）             |